# Mika Halvari
Mika Kristian Halvari (* 13. Februar 1970 in Kemi) ist ein finnischer Leichtathlet. Sein Wettkampfgewicht betrug 140 kg bei 1,90 m Körpergröße.
Sein erfolgreichstes Jahr war 1995, als er zunächst im März die Hallenweltmeisterschaften im Kugelstoßen in Barcelona gewann und fünf Monate später bei den Weltmeisterschaften 1995 in Göteborg die Silbermedaille gewinnen konnte.
Bei den Weltmeisterschaften 1997 in Athen wurde Halvari Fünfter. 
1993 kam er bereits das erste Mal über die 20-Meter-Marke und war somit der elfte Kugelstoßer der Geschichte, der diese Weite erreichte. 1995 stellte Halvari in Hämeenkyrö mit 21,50 m seine Bestleistung auf. In der Halle steht diese bei 22,09 m.
Mika Halvari startete 1996 bei den Olympischen Spielen in Atlanta. Mit einer Weite von 19,37 m verpasste er als 14. der Qualifikation die Finalteilnahme um drei Zentimeter.

## Bestleistungen
- Kugelstoßen (Freiluft): 21,50 Meter, 9. Juli 1995 in Hämeenkyrö
- Kugelstoßen (Halle): 22,09 Meter, 7. Februar 2000 in Tampere
- Diskuswurf: 47,72 Meter, 11. September 1988 in Umeå
- Hammerwurf: 42,16 Meter, 1989